# Blue Wings
Blue Wings AG (mã IATA = QW, mã ICAO = BWG) là hãng hàng không của Đức, trụ sở ở Düsseldorf. Hãng có các tuyến đường chở khách thường xuyên tới Nga và các chuyến bay thuê bao, chủ yếu tới Thổ Nhĩ Kỳ và vùng Trung Đông. Căn cứ chính của hãng ở Sân bay quốc tế Düsseldorf.

## Lịch sử
Blue Wings được thành lập năm 2002 và bắt đầu hoạt động từ tháng 7/2003. Ban đầu, hãng có các chuyến bay thuê bao từ Düsseldorf bằng 1 máy bay Airbus A320 thuê cả phi hành đoàn. Tháng 6/2006 Công ty National Reserve Corporation (NRC) của Nga mua 48% cổ phần của hãng, do hãng con Alpstream AG ở Zürich đứng tên. Đầu năm 2007, NRC lập 1 hãng hàng không giá rẻ ở Moskva dưới tên Red Wings và có kế hoạch hợp tác chiến thuật giữa Blue Wings và Red Wings. Hiện nay Blue Wings do Alpstream AG sở hữu 48%, Jorn Hellwig 26% và NIL Investment 26%.

## Các nơi đến
Tính tới tháng 11/2011 Blue Wings khai thác các điểm đến theo lịch trình quốc tế:

### Châu Phi
Morocco
- Marrakech - Sân bay Marrakech-Menara
- Agadir - Sân bay Agadir–Al Massira

 Tunisia
- Monastir - Sân bay quốc tế Monastir

### Châu Á
Kazakhstan
- Karaganda - Sân bay Sary-Arka

 Lebanon
- Beirut - Sân bay quốc tế Beirut Rafic Hariri

### Châu Âu
Germany
- Berlin - Sân bay Berlin Schönefeld
- Düsseldorf - Sân bay Düsseldorf Hub
- Hamburg - sân bay Hamburg thành phố trọng điểm
- Karlsruhe/Baden-Baden - Sân bay Baden
- Leipzig/Halle - sân bay Leipzig/Halle
- Münster/Osnabrück - Sân bay Münster/Osnabrück

 Greece
- Athens - Sân bay quốc tế Athens
- Crete - Sân bay quốc tế Heraklion
- Corfu - Sân bay quốc tế Corfu

 Italy
- Alghero - Sân bay Fertilia
- Rome - Sân bay Rome Ciampino

 Portugal
- Faro - Sân bay Faro
- Madeira - Sân bay Funchal

 Russia
- Moscow - Sân bay quốc tế Sheremetyevo

 Spain
- Barcelona - Sân bay Barcelona–El Prat
- Gran Canaria - Sân bay Gran Canaria
- Tenerife - Sân bay Reina Sofía
- Palma de Mallorca - Sân bay Palma de Mallorca
- Ibiza - Sân bay Ibiza
- Málaga - Sân bay Málaga

 Ukraine
- Kyiv - Sân bay quốc tế Boryspil

 Turkey
- Izmir - Sân bay quốc tế Adnan Menderes
- Antalya - Sân bay Antalya
- Samsun - Sân bay Samsun-Çarşamba

## Đội máy bay
(Tính đến 25 tháng 11 năm 2012) Đội bay của Blue Wings bao gồm các máy bay sau:
| Máy bay         | Tổng | Đặt hàng | Hành khách (Thương gia/Phổ thông) |
| --------------- | ---- | -------- | --------------------------------- |
| Airbus A320-200 | 11   | 16       | 150 (12/138) 168 (0/168)          |
| Airbus A321-200 | 3    | 3        | 207                               |
| Tupolev Tu-204  | —    | 5        | TBA                               |
| Total           | 14   | 24       |                                   |